# 南さつま市立大浦中学校
南さつま市立大浦中学校（みなみさつましりつ おおうらちゅうがっこう）は、鹿児島県南さつま市大浦町にあった市立中学校。

## 概要
南さつま市の南西部に位置し、2005年の1市4町による新設合併により南さつま市が成立する以前は、大浦町唯一の中学校であった。2009年（平成21年）1月22日現在の生徒数は54名で、各学年1学級であった。
2012年度をもって笠沙中学校と統合し、南さつま市立大笠中学校が設置されたのに伴い閉校した。

## 沿革
- 1947年（昭和22年） - 笠沙町立大浦中学校として設置される。
- 1951年（昭和26年） - 笠沙町から大字大浦の区域が分離し大浦村が成立。大浦村立大浦中学校に改称。
- 1961年（昭和36年） - 大浦村が町制施行したのに伴い、大浦町立大浦中学校に改称。
- 2005年（平成17年） - 1市4町の新設合併に伴い南さつま市が成立。南さつま市立大浦中学校に改称。
- 2013年（平成25年）3月31日 - 南さつま市立笠沙中学校と統合し、南さつま市立大笠中学校（大浦中学校跡に設置）を新設するのに伴い閉校。

## 通学区域
- 大浦小学校校区 ： 南さつま市大浦町の全域